# سياسة الصومال

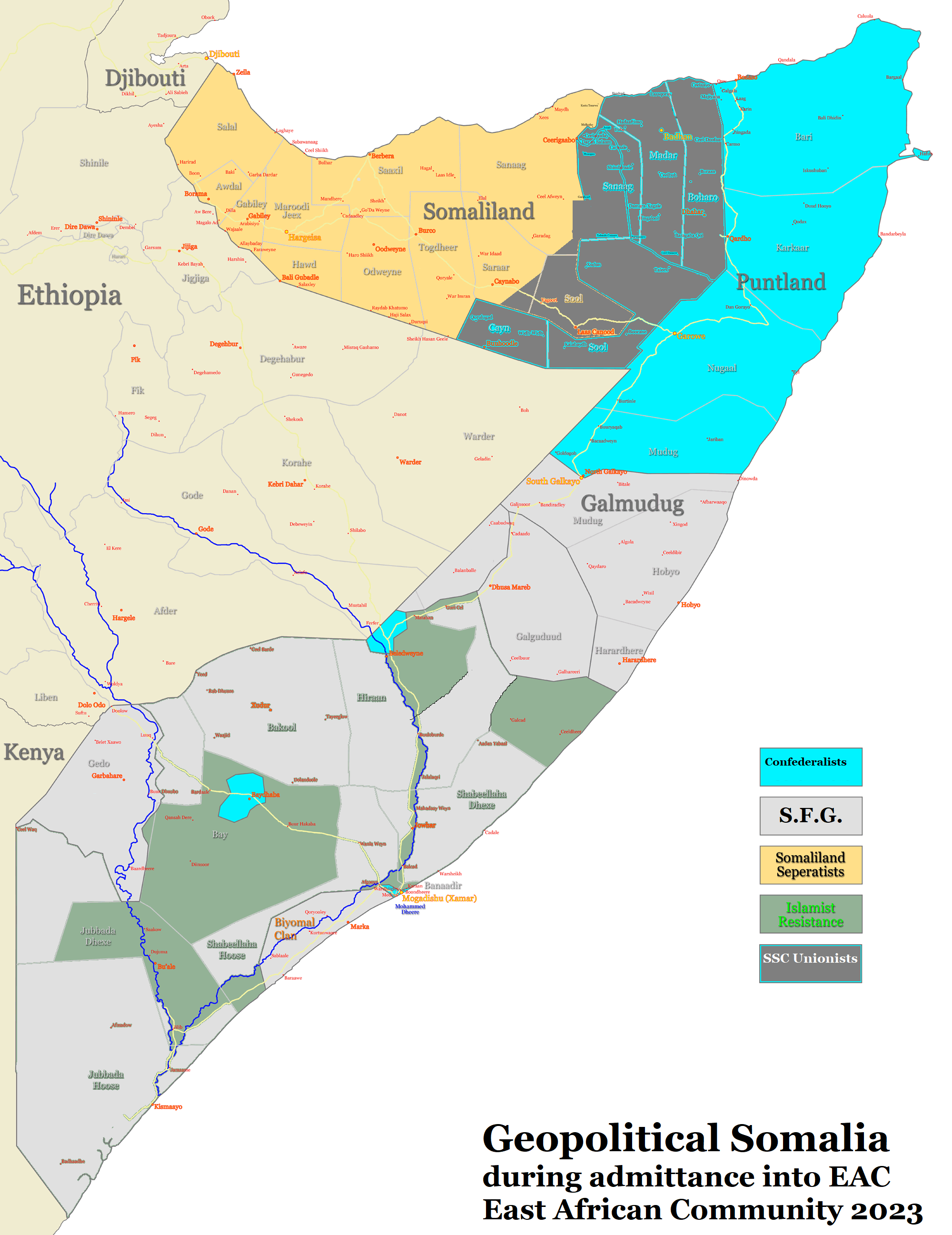
الوضع الحالي في الصومال.

في أعقاب الحرب الأهلية وخلال عام 1998 أعلنت عشيرة «هارتي» من قبائل«دارود» عن قيام دولة منفصلة ذات حكم ذاتي في الشمال الشرقي للصومال أطلقوا عليها اسم أرض البونت (بالصومالية: Puntlaand)‏ إلا أنها أعلنت استعدادها للمشاركة في وضع دستور جديد لتشكيل حكومة مركزية جديدة. أعقب ذلك في عام 2002 إعلان انفصال دولة «الصومال الجنوبية الغربية» وقيام الحكم الذاتي بها فوق مناطق بأي وباكول وجوبا الوسطى وجدو وشبيلا السفلى وجوبا السفلى والتي أصبحت جميعها تحت تصرف الدولة الناشئة وذلك على الرغم من المحرضين الأساسيين للانفصال، جيش الرحنوين الذي تأسس عام 1995، ولم يكن قد فرض سيطرته الكاملة إلا على بأي وباكول وأجزاء من جدو وجوبا الوسطى ومع ذلك سارع بإعلان انفصال تلك المناطق عن دولة الصومال وتأسيس دولة الصومال الجنوبية الغربية.
وعلى الرغم من إضعاف الخلافات بين حسن محمد نور شاتيجادود، قائد جيش «الراحانيون»، ونائبيه لقوة الجيش الفعلية، إلا أن دولة الصومال الجنوبية الغربية أصبحت مركزا للحكومة الفيدرالية الانتقالية منذ فبراير من عام 2006 خاصة مدينة «بيداوا» والتي اتخذت عاصمة لجمهورية الصومال الجنوبية الغربية، كما أصبح شاتيجادود وزيرا للاقتصاد في الحكومة الانتقالية الجديدة بينما أصبح نائبة الأول الشيخ عدن محمد نور مادوبي متحدثا رسميا باسم البرلمان الصومالي وكذلك نائبه الثاني محمد إبراهيم حسبسادي الذي أصبح وزيرا للمواصلات، كما احتفظ شاتيجادود بمنصب شيخ شيوخ محاكم الراحانيون العرفية.
وفي عام 2004 عقدت الحكومة الفيدرالية الانتقالية مؤتمرا في العاصمة الكينية نيروبي لرسم الخطوط العريضة للدستور الصومالي الموحد الجديد، كما أعلنت اتخاذ مدينة بيداوا عاصمة لها. إلا أن تعرض الصومال لكارثة تسونامي التي ضربت شواطئ المحيط الهندي في أعقاب زلزال المحيط الهندي الذي ضرب المنطقة عام 2004 أدى إلى تعطل الجهود السياسية بالبلاد نظرا للكارثة البيئية التي عانت منها الصومال وتسببت في مقتل 300 شخص على أقل تقدير وتدمير قرى بالكامل. ولم تهنئ الصومال بعد كارثة تسونامي حيث حلت بها كارثة بيئية أخرى حيث أغرقت البلاد الأمطار الغزيرة والفيضانات التي اجتاحت القرن الإفريقي بالكامل مما تسبب في تشريد ما يقرب من 350,000 نسمة. واستأنفت الصراعات القبلية والعشائرية في الصومال عام 2006 حيث أعلنت مناطق جدو وجوبا الوسطى وجوبا السفلى انفصالها عن الصومال وإقامة دولة حكم ذاتي أطلقت على نفسها اسم «أرض الجوبا» (بالصومالية: Jubbaland، بالإنجليزية: Jubaland) ويتزعمها العقيد بري آدم شري هيرالي رئيس تحالف وادي جوبا (بالصومالية: Isbahaysiga Dooxada Jubba)، وكحال أرض البنط لا تريد حكومة أرض جوبا الاستقلال بنفسها عن دولة الصومال ولكن تؤيد فكرة الوحدة تحت اتحاد فيدرالي يضم كل مناطق الحكم الذاتي بالصومال.

الصومال في ذروة سلطة اتحاد المحاكم الإسلامية، ديسمبر من عام 2006.

وفي عام 2006 أندلعت مجددا المواجهات بين تحالف قادة مقديشيو العسكريين والمعروف باسم «تحالف حفظ السلام ومكافحة الإرهاب» (بالصومالية: Isbaheysiga Ladagaalanka Argagaxisadda، وبالإنجليزية: Alliance for the Restoration of Peace and Counter-Terrorism) والمعروف اختصارا باسم "ARPCT" من جهة والميليشيات العسكرية الموالية لاتحاد المحاكم الإسلامية (بالصومالية: Midowga Maxkamadaha Islaamiga، بالإنجليزية: Islamic Courts Union) والذين يطالبون بإعمال قوانين الشريعة الإسلامية في البلاد. وأثناء إحكامهم على مقاليد الأمور أصدر اتحاد المحاكم الإسلامية جملة من القوانين الاجتماعية والتي تتفق مع تعاليم الشريعة الإسلامية ومنها تحريم مضغ القات والذي كان واحدا من أهم خطوات إرثاء قيم اجتماعية جديدة وتغيير سلوك المجتمع. كما زعم أيضا منع إذاعة مباريات الكرة ونشرات الأخبار وهو ما نفاه اتحاد المحاكم الإسلامية. وفي سؤاله أثناء إحدى المقابلابت حول ما إذا كانت المحاكم الإسلامية ترغب في بسط سيطرتهأعلى جميع أراضي الصومال أجاب شريف شيخ أحمد زعيم اتحاد المحاكم الإسلامية، بأن بسط النفوذ على الأرض ليس هو الهدف الأسمى بل إن إحلال السلام وكرامة الشعب الصومالي وقدرته على العيش والتعايش بحرية وقدرته على تحديد مصيره بيده هو كل ما تصبو إليه المحاكم الإسلامية.
وعلى مدار تلك المواجهات سقط العديد من المئات قتلى من بين صفوف المدنيين حيث وصف سكان مقديشيو بأنها أسوأ معارك تشهدها البلاد على مدار عقد كامل من الحرب الأهلية واتهم اتحاد المحاكم العسكرية الولايات المتحدة بتمويل القادة العسكرين، والتي أطلقت عليهم لقب أمراء الحرب، عن طريق وكالة المخابرات المركزية وتزويدهم بالسلاح وذلك لمنع المحاكم الإسلامية من الوصول للسلطة. ومن جانبها لم تنف أو تؤكد وزارة الخارجية الأمريكية مزاعم المحاكم الإسلامية واكتفت بالتصريح بأن الولايات المتحدة لم تقم بأي فعل خارق لاتفاقية حظر بيع السلاح المفروض على الصومال في حين كشفت صحيفة «المشاهد» البريطانية (بالإنجليزية: The Observer)‏ عن رسائل إلكترونية تفضح تورط شركات أمريكية خاصة تقوم بأعمال مخالفة لقوانين الأمم المتحدة ومسؤولة عن بيع وتوريد السلاح للفصائل المتحاربة بالصومال.

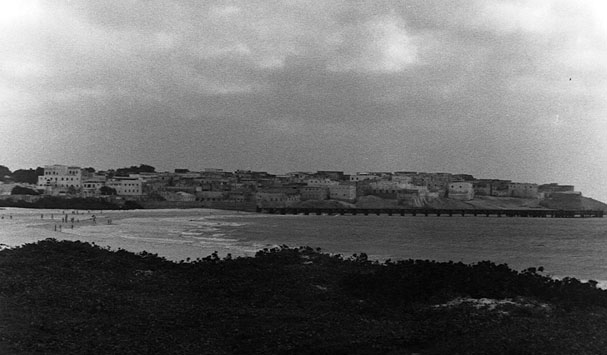
صورة بانورامية لكيسمايو، أحد أهم موانئ الصومال.

ومع أوائل يونيو من عام 2006 تمكنت المحاكم الإسلامية من إحكام سيطرتها على مقديشيو في أعقاب معركة مقديشيو الثانية، التي استمرت فيما بين السابع من مايو وحتى الحادي عشر من يونيو، وتبعها سقوط أخر المدن الحصينة التابعة لتحالف حفظ السلام ومكافحة الإرهاب وهي مدينة جوهر الجنوبية دون مقاومة تذكر مما أعلن فعليا نهاية جيش تحالف حفظ السلام ومكافحة الإرهاب الذي هربت فلوله الباقية نحو الشرق أو قامت بعبور الحدود الإثيوبية.
ومع نهاية جيش التحالف نادت الحكومة الفيدرالية الانتقالية المدعومة من إثيوبيا بضرورة تواجد قوات دولية لحفظ السلام من دول شرق إفريقيا وهو الأمر الذي عارضه بشدة اتحاد المحاكم الإسلامية الرافض للتواجد الأجنبي على أرض الصومال عامة وبخاصة القوات الإثيوبية؛ حيث أوضحت المحاكم الإسلامية وجهة نظرها في هذا الشأن معللين رفضهم بتاريخ إثيوبيا الطويل كقوة إمبريالية استعمارية سابقة ولا تزال تحتل أقليم أوجادين ذي الأغلبية الصومالية والتي تسعى لاحتلال سائر أنحاء الصومال أو الحصول على تفويض عام لحكم الصومال بالوكالة. الأمر الذي دفع المحاكم الإسلامية على زيادة نفوذها في الجنوب الصومالي عن طريق المفاوضات والمناقشات السلمية مع شيوخ العشائر أكثر منه استخدام القوة العسكرية.
وخلال الفترة التي اندلعت فيها المعارك مجددا بداية من عام 2006 بقيت المحاكم الإسلامية بعيدة عن الأراضي المتاخمة للحدود الإثيوبية مما جعل هذه المناطق ملاذا للمدنيين الصومالين هربا من المعارك الضارية في شرق البلاد وكذلك الحكومة الفيدرالية الانتقالية نفسها والتي اتخذت من مدينة بيداوا مقرا وملاذا لها حتى أعلنت إثيوبيا صراحة عن عزمها التدخل عسكريا لحماية بيداوا في حالة تعرضها لأي تهديد عسكري من قبل ميليشيات المحاكم الإسلامية. وفي الخامس والعشرين من سبتمبر عام 2006 اندفعت ميليشيات المحاكم الإسلامية نحو ميناء كيسمايو أخر الموانئ الواقعة تحت سيطرة الحكومة الفيدرالية الانتقالية، مما دفع إثيوبيا للدفاع عن عملائها والرد عسكريا باجتياح مدينة بيور هكبا والاستيلاء عليها في التاسع من أكتوبر عام 2006 مما اضطر المحاكم الإسلامية لإعلان الحرب على إثيوبيا في نفس اليوم.
وفي الأول من نوفمبر عام 2006 انهارت محادثات السلام بالكامل بين الحكومة الفيدرالية الانتقالية واتحاد المحاكم الإسلامية وخشى المجتمع الدولي من اندلاع حرب أهلية واسعة النطاق خاصة بعدما تبادل الغريمين إثيوبيا وإريتريا دعم طرفي النزاع وإمدادهما بالسلاح اللازم للقضاء على الطرف الأخر. واندلع القتال مرة أخرى في الحادي والعشرين من ديسمبر لعام 2006 عندما أصدر الشيخ حسن ضاهر عويس زعيم المحاكم الإسلامية في ذلك الوقت بيانا صرح فيه بأن «دولة الصومال في حالة حرب وعلى كل صومالي أن ينضم للقتال ضد إثيوبيا». واندلع قتالا حامي الوطيس بين اتحاد المحاكم الإسلامية من جهة والحكومة الفيدرالية الانتقالية والقوات الإثيوبية من جهة أخرى.

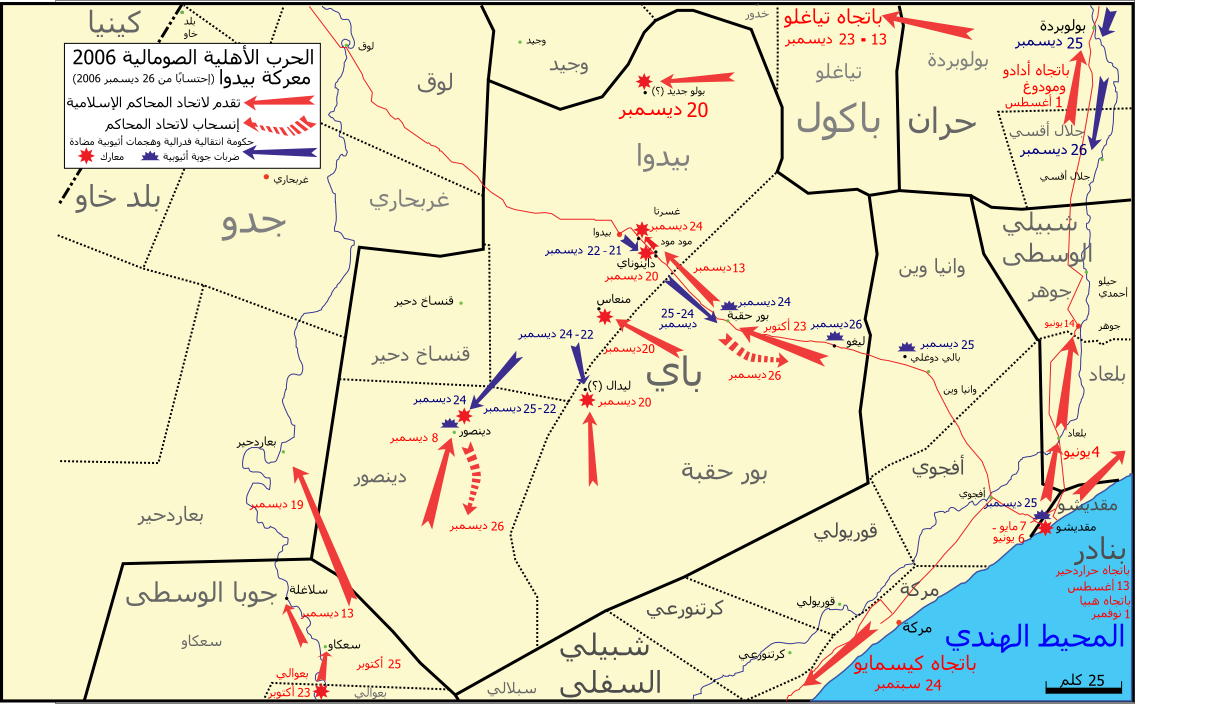
معركة بيداوا (ديسمبر 2006) بين اتحاد المحاكم الإسلامية والقوات الإثيوبية.

وفي الأيام الأخيرة من ديسمبر لعام 2006 قامت القوات الإثيوبية بتوجيه العديد من الضربات الجوية ضد مواقع ميليشيات اتحاد المحاكم الإسلامية في مختلف مناطق الصومال في حين صرح برهان هايلو وزير الإعلام الإثيوبي بأن الضربات الجوية استهدفت فقط مدينة بيور هكبا وذلك لمنع تقدم الميليشيات التابعة للمحاكم الإسلامية نحو بيداوا حيث تتمركز الحكومة الانتقالية الموالية لإثيوبيا؛ كما قامت إحدى المقاتلات الإثيوبية بقصف مطار مقديشيو الدولي، المعروف الآن بمطار آدم عدي الدولي، إلا أن القصف لم ينتج عنه أية خسائر للمطار وإن كان أجبر السلطات على إيقاف تشغيله لفترة من الوقت حتى يتم إصلاح مهبط الطائرات. كما قامت مقاتلات إثيوبية أخرى بقصف مطارا حربيا غرب مقديشيو. ومن ناحيته أعلن رئيس الوزراء الإثيوبي ملس زيناوي أن بلاده تشن حربا ضد اتحاد المحاكم الإسلامية دفاعا عن سيادتها العليا مصرحا في بيان له «أن قوات الدفاع الإثيوبية قد أجبرت على دخول تلك الحرب لحماية السيادة العليا لإثيوبيا ولتضع حد للهجمات المتكررة للعناصر الإرهابية التابعة للمحاكم الإسلامية والعناصر الداعمة لها والمناوئة لإثيوبيا».
وانخرط الطرفين في قتال عصيب استمر لعدة أيام حيث قامت القوات الإثيوبية وميليشيات الحكومة الانتقالية مدعومة بالدبابات والمقاتلات الإثيوبية بإجبار ميليشيات المحاكم الإسلامية على عدم التقدم نحو بيداوا وحصارهم في المنطقة الواقعة بينها وبين مقديشيو. ومع نهاية المعارك أعلن كل طرف تكبيد الأخر خسائر فادحة في العدد والعتاد إلا أن الواقع الملموس أكد وقوع خسائر فادحة في جانب مقاتلي ومعدات ميليشيات المحاكم الإسلامية مما أجبرهم على الانسحاب نحو مقديشيو. وفي الثامن والعشرين من ديسمبر دخلت قوات الحكومة الانتقالية ومعها القوات الإثيوبية مدينة مقديشيو دون أي مقاومة تذكر بعد أن هجرها مقاتلي المحاكم الإسلامي حيث أعلن رئيس الوزراء علي محمد جيدي تأمين مدينة مقديشيو وإحكام القوات الحكومية السيطرة عليها بعد جولة من المحادثات أجراها مع شيوخ العشائر هناك لتسليم المدينة سلميا. إلا أن القوات الحكومية والإثيوبية لم تسلم من الهجمات المتعاقبة لميليشيات المحاكم الإسلامية حتى إبريل من عام 2008.

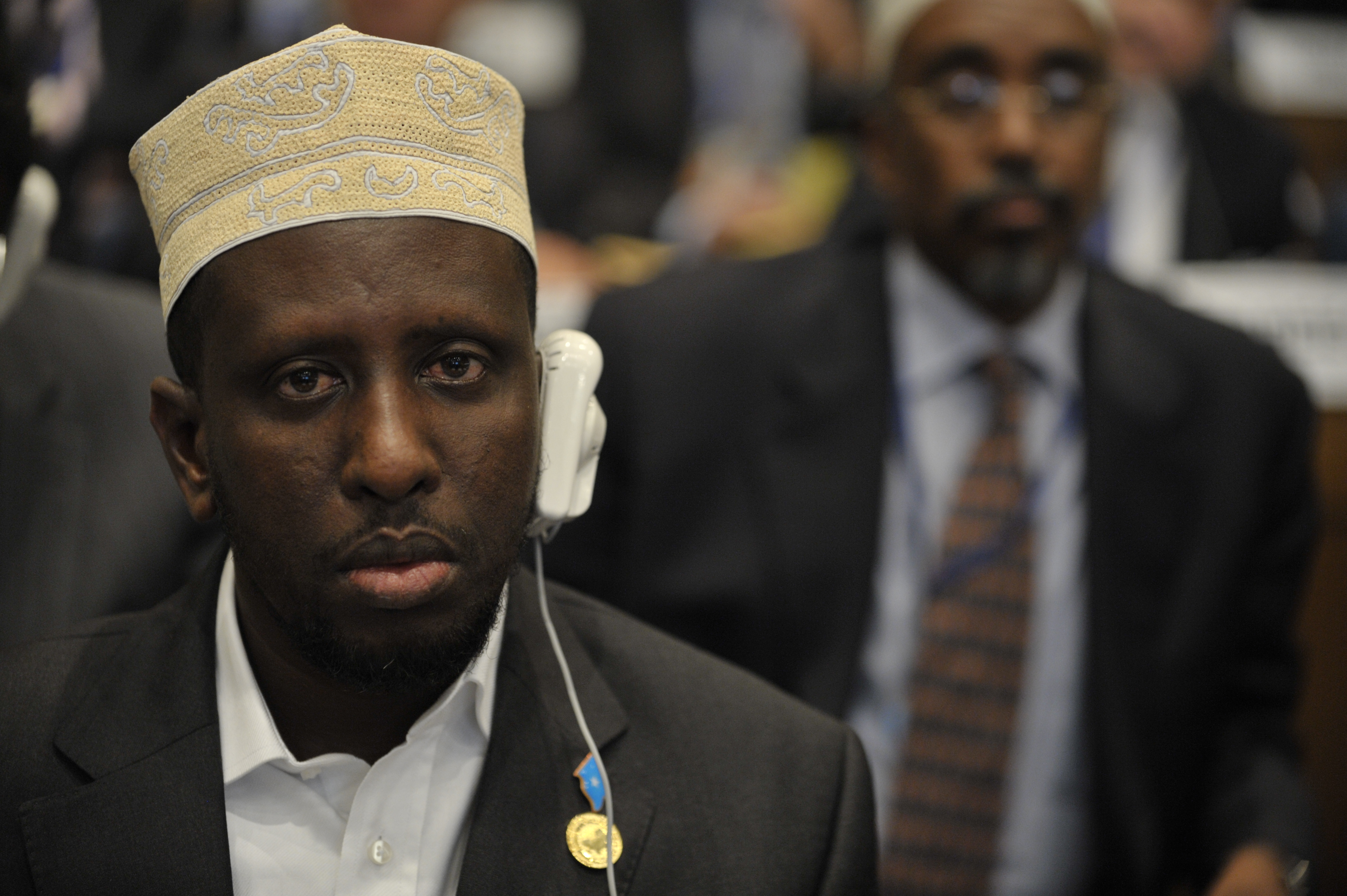
الرئيس الصومالي شريف شيخ أحمد.

ومع تراجع الإسلاميون نحو الجنوب في اتجاه مواقعهم الحصينة بكيسمايو استمر القتال في العديد من البلدات الأخرى حتى وصل إلى كيسمايو نفسها والتي تركوها هي الأخرى دون قتال زاعمين أن انسحابهم كان إستراتيجيا في المقام الأول تجنبا لوقوع أي خسائر في الأرواح في صفوف المدنيين العزل، واستقر الأمر بالميليشيات الإسلامية بالتحصن في خنادق حول مدينة رأس كامبوري الساحلية في أقصى جنوب الصومال على الحدود المتاخمة لكينيا. وفي الخامس من يناير لعام 2007 قامت القوات الحكومية والإثيوبية بشن هجوم على مدينة رأس كامبوري وهو ما عرف باسم «معركة رأس كامبوري» مما اضطر المقاتلين الإسلاميين للتخلي عن مواقعهم وهروب الناجيين منهم إلى الغابات والتلال القريبة بعد أيام قليلة من اندلاع القتال. وفي التاسع من يناير تدخلت الولايات المتحدة لأول مرة في الحرب في الصومال حيث قامت بإرسال القاذفات الثقيلة من طراز لوكهيد إيه سي-130 لضرب الأهداف التابعة لميليشيات المحاكم الإسلامية في منطقة رأس كامبوري مما أسفر عن مقتل العشرات وإعلان هزيمة المحاكم الإسلامية نهائيا إلا أنه على مدار عامي 2007 و2008 تكونت خلايا مسلحة لجماعات إسلامية جديدة استمرت في القتال ضد القوات الحكومية والقوات الإثيوبية وتمكنوا من استرجاع أجزاء كبيرة من البلاد من أيدى القوات الحكومية والقوات الإثيوبية المعاونة والتي انسحبت نهائيا من البلاد في عام 2009 في حين لم يعد هناك أي تواجد لاتحاد المحاكم الإسلامية كقوة سياسية منظمة.

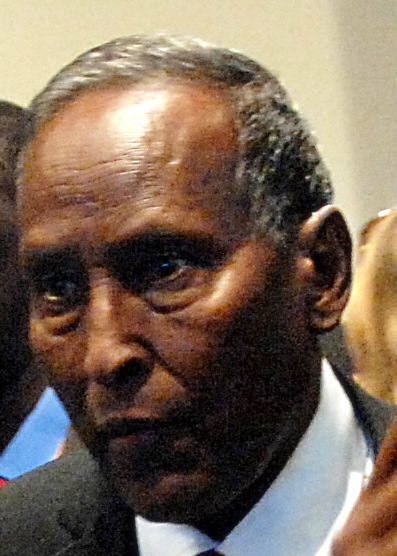
عبد الله يوسف أحمد.

مع نهاية عام 2008، وتحديدا في الثامن والعشرين من ديسمبر أعلن عبد الله يوسف أحمد في خطابه الذي أذيع على محطات الراديو المحلية وأمام البرلمان الموحد في بيداوا استقالته رسميا من منصبه كرئيس للصومال معربا عن خيبة أمله الشديدة لفشله هو وحكومته في وضع حد لسبعة عشر عام من الصراع المسلح الذي أنهك البلاد وهو الأمر الذي تم تعيينهم لسببه في البداية، كما ألقى باللوم على المجتمع الدولي لفشله في دعم الحكومة الانتقالية منذ البداية، وفي نهاية خطابه أوضح أن من سيخلفه في مقعد الرئاسة هو المتحدث الرسمي باسم البرلمان الصومالي عدن محمد نور مادوبي لحين انتخاب رئيسا للبلاد وذلك وفقا للدستور المؤقت للحكومة الانتقالية. وفي الحادي والثلاثين من يناير من عام 2009 تم الإعلان عن انتخاب شريف شيخ أحمد رئيسا لدولة الصومال في فندق كامبينيسكي بجيبوتي.
وفي عام 2009 اندمج اتحاد المحاكم الإسلامية مع الحكومة الفيدرالية الانتقالية والتي ضمت بجانبه مجلس التحالف من أجل إعادة تحرير الصومال ومجموعة من الجماعات الإسلامية المعتدلة. وفي الانتخابات التشريعية استطاع الإسلاميون الحصول على 200 مقعد من أصل 440 مقعد. وعقب انتخابه رئيسا للبلاد قام شريف شيخ أحمد بتوقيع اتفاقية لتقاسم السلطة في جيبوتي مع رئيس وزراء الحكومة الانتقالية السابقة نور حسن حسين وهو الاتفاق الذي تم بوساطة الأمم المتحدة والذي بمقتضاه تنسحب القوات الإثيوبية انسحابا كاملا من الصومال مع تسليم قواعدها للحكومة الحالية وقوات حفظ السلام التابعة للاتحاد الإفريقي والجماعات الإسلامية المعتدلة تحت رئاسة التحالف من أجل إعادة تحرير الصومال. وبعد الانسحاب الإثيوبي من البلاد قامت الحكومة الانتقالية بتوسيع عضوية البرلمان وضمت المعارضة إليه وتم انتخاب شريف شيخ أحمد رئيسا للبلاد في الحادي والثلاثين من يناير عام 2009 والذي قام بدوره بتعيين عمر عبد الرشيد علي شارماركي ابن الرئيس الصومالي الراحل عبد الرشيد علي شارماركي كرئيس للوزراء. وفي 21 سبتمبر سنة 2010، استقال شارماركي من منصبه، فأقدم رئيس الجمهورية على تعيين محمد عبد الله محمد خلفا له. وفي 19 يونيو 2011 قدم محمد عبد الله محمد استقالته من منصب رئاسة الوزراء، وعين عبد الولي محمد علي غاس، وزير التخطيط ومسؤول العلاقات الخارجية، خلفا له.
في سبتمبر 2012 انتخب البرلمان حسن شيخ محمود رئيسا للجمهورية، وفي يناير 2013 اعترفت الولايات المتحدة رسميا بحكومة الصومال.